# Audrey Zitter
Audrey Zitter, née le 30 août 1981 à Toulouse, cadre technique de la FFR XIII, est un entraîneur de rugby à XIII. Elle est la première femme de France à entrainer une équipe sportive senior masculine.

## Biographie sommaire
Issue d'une famille treiziste, son père étant André Janzac,, un de ses frères Olivier Janzac,  Audrey Zitter a commencé très tôt le rugby à XIII qu'elle pratique à l'école de rugby d'Ayguesvives XIII. Après avoir pratiqué différents sports, elle rejoue à XIII en 2000 au club de Toulouse Ovalie XIII. Elle poursuit des études supérieures dans le domaine sportif, et décroche son Brevet d'État d'éducateur sportif 1er et 2e degrés de rugby à XIII en 2001 et 2006.
C'est un choix de carrière personnel qui va l’amener à être médiatisée plus tard en 2009, alors qu'elle était Conseillère d’Animation Sportive à Lyon, un poste de Cadre Technique de rugby à XIII s’est libéré à Montpellier  qu'elle a accepté. Montpellier étant la ville du club qu'elle entrainera ensuite trois saisons, le club de Montpellier XIII.

## Carrière d'entraîneur

### Entraîneur d'une équipe senior masculine
Elle entraine  l’équipe Élite 2 de Montpellier XIII pendant 3 ans à partir de 2013, entrainement qu'elle assure même alors qu'elle est enceinte de son troisième enfant.
C'est véritablement ce poste qui va la faire connaitre du grand public en France car non seulement elle devient une personnalité emblématique du club, mais surtout elle devient la première femme à entrainer une équipe sportive masculine,  sur le sol français et elle reste longtemps la seule. 
Point positif pour un sport qui souffre de sous-médiatisation, la nomination d'Audrey Zitter a également  attiré plusieurs visites de chaînes de télévision dont TF1 qui lui consacre un reportage au  « 13 heures », le 22 novembre 2013 à 13h45 ainsi que l’Équipe. Sa médiatisation dépasse l’hexagone, puisque la presse étrangère parle également d'elle plus de quatre ans après sa nomination,. 
Elle était également entraineur au moment où Louis Nicollin décide de devenir un partenaire principal du club de Montpellier XIII.

### Cadre de l'équipe de France féminine
Audrey Zitter poursuit sa carrière sportive au poste de Cadre technique de rugby à XIII, qu'elle avait commencé en 2009.
En 2018, les missions d'Audrey Zitter l'amènent à exercer des responsabilités dans le développement du rugby à XIII féminin et dans l'encadrement de l'équipe de France féminine de rugby à XIII, dont elle est responsable technique notamment lors de tests matchs comme celui qui oppose la France à l'Italie, le samedi 24 février 2018 à Toulon,  au complexe Léo-Lagrange.